# Gare de Ligne
La gare de Ligne est une ancienne gare ferroviaire belge de la ligne 94, de Hal à Tournai (frontière) située à Ligne, dans la commune d’Ath, en région wallonne dans la province de Hainaut.
Elle est mise en service en 1848 par la Compagnie du chemin de fer de Tournay à Jurbise et ferme à tous trafics en 1984.

## Situation ferroviaire
La gare de Ligne était située au point kilométrique (PK) 43,7 de la ligne 94, de Hal à Froyennes (frontière) entre la gare de Villers-Notre-Dame et celle de Chapelle-à-Wattines. Ces trois arrêts ont été supprimés en 1984.

## Histoire
La Compagnie du chemin de fer de Tournay à Jurbise livre à l'exploitation les sections de Tournai à Ath et d'Ath à Maffle le 30 novembre 1847. Elle crée une gare à Ligne le 11 novembre 1848.
L'administration des chemins de fer de l'État belge s'occupe du service des trains sur le chemin de fer Tournai-Jurbise, moyennant redevance, et rachètera plus tard le réseau de cette compagnie.
Dans 1851, il s'agit d'une halte gérée depuis la gare d'Ath ; elle devient une station en 1861.
Le bâtiment de style néoclassique est plus tard complété par un abri de quai et un édifice pour les toilettes, tous deux en briques apparentes.
Le remplacement de ce bâtiment par une nouvelle construction, pour un montant estimé entre 45 000 et 48 000 francs incluant un nouveau pavillon pour les WC, des pavages et nouvelles clôtures, avait été adjugé le 26 juillet 1914, mais l'entrée en guerre annulera ce projet.
Peu avant la fin de la Première Guerre mondiale, les allemands font sauter les ponts de chemin de fer et endommagent fortement le bâtiment de la gare, lequel sera démoli en 1921 au profit d'un bâtiment type « Reconstruction ». Ce dernier, au corps de logis à deux étages flanqué de plusieurs annexes, était identique à celui de la gare de Ruien, également disparu après sa fermeture. À Ligne, la démolition du bâtiment principal survient entre 1980 et 1981 ; l'abri de quai datant du XIXe siècle reste visible après la fin des dessertes et la halle à marchandises était encore présente, à l'abandon, en 1996.
En 1982, la SNCB arguant du déclin du trafic des voyageurs, décide de supprimer la plupart des gares entre Hal et Tournai ; la gare de Ligne est fermée lors de l'instauration du plan IC-IR, le 3 juin 1984. Rien ne subsiste de la gare et de ses quais en dehors de la vaste place de la gare.